# Hesperochernes mirabilis
Espèce
Synonymes
- Chelifer mirabilis Banks, 1895

Hesperochernes mirabilis est une espèce de pseudoscorpions de la famille des Chernetidae.

## Distribution
Cette espèce est endémique des États-Unis. Elle se rencontre dans des grottes au Kentucky et en Virginie.

## Description
L'holotype mesure 2,6 mm.

## Publication originale
- Banks, 1895 : Notes on the Pseudoscorpionida. Journal of the New York Entomological Society, vol. 3, p. 1-13 (texte intégral).